# باول درايتون
باول درايتون (بالإنجليزية: Paul Drayton)‏ هو منافس ألعاب قوى أمريكي، ولد في 8 مايو 1939 في غلين كوف في الولايات المتحدة، وتوفي في 2 مارس 2010 في كليفلاند في الولايات المتحدة بسبب سرطان.

## وصلات خارجية
- باول درايتون على موقع الاتحاد الدولي لألعاب القوى (الإنجليزية)
- باول درايتون على موقع أوليمبيديا (الإنجليزية)